# Lepturacanthus pantului
Lepturacanthus pantului is een  straalvinnige vissensoort uit de familie van haarstaarten (Trichiuridae). De wetenschappelijke naam van de soort is voor het eerst geldig gepubliceerd in 1966 door Gupta.
De soort staat op de Rode Lijst van de IUCN als Onzeker, beoordelingsjaar 2009.